# Dekarboxylering

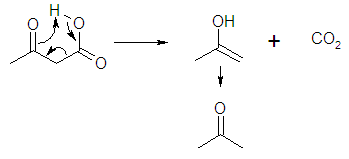
Dekarboxylering av acetoättiksyra ger aceton.

Dekarboxylering är en kemisk reaktion i vilken en karboxylgrupp (-COOH) avspaltas i form av koldioxid (CO2). Vanligtvis hänvisar dekarboxylering till en reaktion av karboxylsyror, som tar bort en kolatom från en kolkedja. Den omvända processen, som är det första kemiska steget i fotosyntesen, kallas karboxylering, tillsatsen av CO2 till en förening. Enzymer som katalyserar dekarboxyleringar kallas dekarboxylaser eller, den mer formella termen, karboxylyaser (EG-nummer 4.1.1). 
Reaktionen sker i kroppen med hjälp av enzymer, men i industrin utförs den ofta vid höga temperaturer.

## Oorganisk kemi
Termen "dekarboxylering" betyder vanligtvis ersättning av en karboxylgrupp (−C(O)OH) med en väteatom:
{\displaystyle {\ce {RCO2H -> RH + CO2}}}
Dekarboxylering är en av de äldsta kända organiska reaktionerna. Det är en av de processer som antas åtfölja pyrolys och destruktiv destillering. Metallsalter, särskilt kopparföreningar, underlättar reaktionen via förmedlingen av metallkarboxylatkomplex. Dekarboxylering av arylkarboxylater kan generera ekvivalenten till motsvarande arylanjon, som i sin tur kan genomgå korskopplingsreaktioner.
Dekarboxylering av alkansyror är ofta långsam. Typiska fettsyror dekarboxylerar således inte lätt. Sammantaget beror möjligheten för dekarboxylering på stabiliteten hos karbanjonintermediären R-. Viktiga undantag är dekarboxyleringen av betakatosyror β, γ-omättade syror och α-fenyl, α-nitro och α-cyanosyror. Sådana reaktioner accelereras på grund av bildningen av en Zwitterjonisk tautomer i vilken karbonylen är protonerad och karboxylgruppen är deprotonerad.

## Namngivna dekarboxyleringsreaktioner
Dekarboxyleringar är baserna för många namngivna reaktioner. Dessa inkluderar Bartondekarboxylering, Kolbeelektrolys, Kochireaktion och Hunsdieckerreaktion. Alla är radikala reaktioner. Krapchodekarboxyleringen är en besläktad dekarboxylering av en ester. Tsuji-Trost-reaktionen involverar förmedlingen av ett allylkomplex.
Vid ketonisk dekarboxylering omvandlas en karboxylsyra till en keton.

## Hydrodekarboxylering
Hydrodekarboxyleringar avser omvandlingen av en karboxylsyra till motsvarande kolväte. Detta är begreppsmässigt detsamma som den mer allmänna termen "dekarboxylering" som definierats ovan förutom att den specifikt kräver att karboxylgruppen, som förväntat, ersätts med ett väte. Reaktionen är särskilt vanlig i samband med syntesen av malonsyraester och Knoevenagel-kondensationer. Reaktionen involverar karboxylgruppens konjugatbas, en karboxylatjon och en omättad receptor med elektrondensitet, såsom en protonerad karbonylgrupp. Där reaktioner innebär uppvärmning av karboxylsyran med koncentrerad saltsyra, är en sådan direkt väg omöjlig eftersom den skulle producera protonerad koldioxid. I dessa fall kommer reaktionen sannolikt att ske genom initial tillsats av vatten och en proton.

## Biokemi
Dekarboxyleringar är genomgående inom biologin. De klassificeras ofta enligt de kofaktorer som katalyserar omvandlingarna. Biotinkopplade processer påverkar dekarboxyleringen av malonyl-CoA till acetyl-CoA. Tiamin (T:) är den aktiva komponenten för dekarboxylering av alfa-ketosyror, inklusive pyruvat:
{\displaystyle {\ce {T\!:+\ RC(O)CO2H->T=C(OH)R{}+CO2}}}
{\displaystyle {\ce {T=C(OH)R{}+R'COOH->T\!:+\ RC(O)CH(OH)R'}}}
Pyridoxalfosfat främjar dekarboxylering av aminosyror. Flavinberoende dekarboxylaser är involverade i transformationer av cystein. Järnbaserade hydroxylaser fungerar genom reduktiv aktivering av O2 med användning av dekarboxylering av alfa-ketoglutarat som en elektrondonator. Dekarboxyleringen kan avbildas som:
{\displaystyle {\ce {RC(O)CO2Fe^{II}{}+ O2 -> RCO2Fe^{IV}\! =O + CO2}}}
{\displaystyle {\ce {RCO2Fe^{IV}\! =O + R'-H -> RCO2Fe^{II}{}+ R'OH}}}

## Dekarboxylering av aminosyror
Vanliga biosyntetiska oxidativa dekarboxyleringar av aminosyror till aminer är:
- tryptofan till tryptamin
- fenylalanin till fenyletylamin
- tyrosin till tyramin
- histidin till histamin
- serin till etanolamin
- glutaminsyra till GABA
- lysin till kadaverin
- arginin till agmatin
- ornitin  till putrescin
- 5-HTP till serotonin
- L-DOPA till dopamin

Andra dekarboxyleringsreaktioner från citronsyracykeln är bland annat:
- pyruvat till acetyl-CoA (see pyruvatdekarboxylering)
- oxalosuccinat till α-alfaketoglutarat
- α-ketoglutarat till succinyl-CoA.

## Fallstudier

Tetrahydrocannabinolsyra. Dekarboxyleringen av denna förening genom värme är avgörande för den psykoaktiva effekten av rökt cannabis och beror på omvandlingen av enolen till en ketogrupp när alfakolet protoneras.

Vid upphettning dekarboxylerar Δ9-tetrahydrocannabinolsyra för att ge den psykoaktiva föreningen Δ9-tetrahydrocannabinol. När cannabis värms upp i vakuum verkar dekarboxyleringen av tetrahydrocannabinolsyra (THCA) följa första ordningens kinetik. Logfraktionen av närvarande THCA minskar stadigt över tiden, och minskningshastigheten varierar beroende på temperatur. I 10-graders steg från 100 till 140 °C förbrukas hälften av THCA på 30, 11, 6, 3 och 2 minuter. Följaktligen följer hastighetskonstanten Arrhenius lag och sträcker sig mellan 10−8 och 10−5 i ett linjärt log-log-förhållande med invers temperatur. Dock hade modellering av dekarboxylering av salicylsyra med en vattenmolekyl angett en aktiveringsbarriär på 150 kJ/mol för en enda molekyl i lösningsmedel, alldeles för hög för den observerade hastigheten. Därför drogs slutsatsen att denna reaktion, utförd i fast fas i växtmaterial med en hög andel karboxylsyror, följer en pseudo första ordningens kinetik där en närliggande karboxylsyra fälls ut utan att påverka den observerade hastighetskonstanten. Två övergångstillstånd som motsvarar indirekta och direkta keto-enolvägar är möjliga, med energier på 93 och 104 kJ/mol. Båda intermediärerna involverar protonering av alfakolet, stör en av dubbelbindningarna i den aromatiska ringen och tillåter beta-ketogruppen (som tar formen av en enoli THCA och THC) för att delta i dekarboxylering.
I drycker som lagras under långa perioder kan mycket små mängder bensen bildas från bensoesyra genom dekarboxylering katalyserad av närvaron av askorbinsyra.
Tillsats av katalytiska mängder cyklohexanon har rapporterats katalysera dekarboxyleringen av aminosyror. Användning av sådana katalysatorer kan emellertid också ge en mängd oönskade biprodukter.